# Партеній Павлик
Партеній Петро Павлик O.S.B.I. (італ. Partenio Pavlyk; 30 травня 1919, Бушковичі — 17 травня 2019, Гроттаферрата) — ієромонах-василіянин архимандрії св. Ніла в Гроттаферраті, українець за походженням, доктор філософії, мистецтвознавець, іконописець, реставратор, історик Церкви, автор численних статей та рецензій до українського греко-католицького журналу «Богословія».

## Життєпис
Народився 30 травня 1919 року в селі Бушковичі біля Перемишля в багатодітній сім'ї Пантелеймона Павлика і його дружини Анни з дому Шумелда (у подружжя було 11 дітей, двоє з яких померли малими). Вчився в Перемишльській гімназії.
5 січня 1936 року вступив до архимандрії св. Ніла в Гроттаферраті (Італія). З 1939 до 1946 року навчався в Папському Григоріанському університеті, де 3 січня 1946 року на основі праці «Doctrina Ps. Dionysii de cognitione Dei eiusque interpretatio in doctrina S. Thomae» отримав докторський ступінь з філософії. У 1940–1941 навчальному році вивчав також церковне право в Папському східному інституті. 15 серпня 1942 року в Гроттаферраті отримав священничі свячення з рук російського греко-католицького єпископа Александра Євреїнова.
Після свячень був учителем у малій семінарії св. Василія італо-грецьких василіян в Калабрії (1946–1949), а потім навчав у малій семінарії при монастирі св. Ніла в Гроттаферраті.
Займався виготовленням іконостасів для чотирьох українських церков у Англії, розписував храми в Італії, Німеччині, США. Працював у друкарні архимандрії св. Ніла в Гроттаферраті. Реставрував старовинні книги і рукописи.
Помер 17 травня 2019 року в архимандрії св. Ніла в Гроттаферраті.

## Вибрані публікації
- «Nicola Contieri, il postulatore e l'autore della vita di S. Giosafat» // Записки ЧСВВ — sectio II. — vol. VI. — Romae 1967. — P. 201—216.
- «Почитання св. Йосафата у Ґроттаферратському монастирі» // Богословія. — Т. ХХХІ, Кн. 1-4. — Рим 1967. — С. 100—126.
- «Образотворче мистецтво в українськім патр. храмі Жировицької Богоматері і свв. мучеників Сергія і Вакха в Римі» // Богословія. — Т. XXXVI, Кн. 1-4. — Рим 1972. — С. 131—140.
- «Спомин про прибуття до Риму Первоієрарха Української Католицької Церкви Ісповідника Йосифа й його перебування в Ґроттаферратській обителі» // Дзвони. Літературно-науковий журнал. — Ч. 3-4. — Рим-Дітройт, 1977. — С. 19—27.
- «Самоцвіт мистецтва в болоті. Спомин учасника рятування Фльоренції після повені в 1966 р.» // Дзвони. Літературно-науковий журнал. — Ч. 3-4. — Рим-Дітройт, 1977. — С. 63—71.
- «Українське сакральне мистецтво: традиції, сучасність, перспективи» // Українське сакральне мистецтво: традиції, сучасність, перспективи. Матеріали міжнародної наукової конференції. — Львів «Свічадо», 1994. — С. 95—101.
- «Українське сакральне мистецтво: традиції, сучасність, перспективи» // Народна творчість та етнографія. — № 2-3, 2000. — С. 52—56.